# Подосиновское сельское поселение
Подосиновское сельское поселение — упразднённое муниципальное образование в Новохопёрском районе Воронежской области.
Административный центр — село Подосиновка.

## История
Законом Воронежской области от 25 ноября 2011 года № 161-ОЗ, преобразованы, путём объединения:
- Коленовское сельское поселение, Березовское сельское поселение, Долиновское сельское поселение и Подосиновское сельское поселение — в Коленовское сельское поселение с административным центром в селе Елань-Колено.

## Административное деление
В состав поселения входят:
- село Подосиновка
- поселок Алексеевский
- поселок Ёлка